# كريس إولومو
كريس إولومو  (بالإنجليزية: Chris Iwelumo)‏ (1 أغسطس 1978 اسكتلندا) هو لاعب كرة قدم اسكتلندي يلعب كمهاجم.

## روابط خارجية
- كريس إولومو على موقع قاعدة بيانات كرة القدم.إي يو (الإنجليزية)
- كريس إولومو على موقع ناشيونال فوتبول تيمز (الإنجليزية)
- كريس إولومو على موقع Soccerbase.com (لاعب) (الإنجليزية)
- كريس إولومو على موقع عالم كرة القدم.نت (الإنجليزية)